# Illumination Entertainment
Ilumination és una companyia de producció de cinema d'animació nord-americana, fundada per Chris Meledandri el 2007. És propietat d'Universal Studios, una subsidiària de Comcast. La companyia és majoritàriament coneguda per la seva primera pel·lícula d'animació, Despicable Me (2010), la seva seqüela Despicable Me 2 (2013), la precuela / spin-off d'aquestes, Minions (2015) (la seva primera pel·lícula de taquilla superior a mil milions de dòlars) i la seva pel·lícula Sing (2016).

## Història
Meledandri va deixar el seu càrrec com a president de 20th Century Fox Animation a principis del 2007, on va ser productor executiu de les pel·lícules de Blue Sky Studios i Fox com Ice Age (2002), la seva seqüela Ice Age: The Meltdown (2006), Robots (2005), Alvin i els esquirols (2007), i Horton Hears a Who! (2008). Després de la seva sortida, va fundar Illumination Entertainment. Per a l'any 2008, va ser anunciat que Illumination treballaria per NBC Universal en la creació de productes familiars, estrenant una o dues pel·lícules a l'any. Degut a ser una companyia de producció independent, Illumination manté el control creatiu sobre els seus productes i Universal distribueix de manera exclusiva les seves pel·lícules. Durant l'estiu de 2011, Illumination va adquirir el departament d'animació de l'estudi d'animació i efectes visuals francès Mac Guff, que va animar Despicable Me (2010) i Lorax: A la recerca de la trúfula perduda (2012), i va fundar Illumination Mac Guff.

## Procés
Illumination és una companyia de producció única, ja que manté el control creatiu sobre el desenvolupament, l'escriptura, comercialització, publicitat i producció, per sota d'un sostre, però amplia el seu abast a tot el món a participar talent i crear associacions. Utilitzant la tecnologia són capaces d'eliminar les costes geogràfiques i crear produccions mundials.

## Els projectes actuals
La funció 3D CGI, Despicable Me, protagonitzada per Steve Carell, es va estrenar el 9 de juliol de 2010. La pel·lícula va recaptar 56,4 milions dòlars i l'obertura en el # 1 en el seu primer cap de setmana. Després el 2013 es va estrenar la seqüela Despicable Me 2 i Despicable Me 3, la qual va ser estrenada el 30 de juny de 2017.
Illumination Entertainment va estrenar el 2012 una versió cinematogràfica de Dr. Seuss' The Lorax i una acció real / CGI anomenat Hop: Rebel sense Pasqua, protagonitzada per Russell Brand i James Marsden. Altres pel·lícules inclouen: l'adaptació pel·lícula d'animació dels llibres de Ricky Gervais Flanimals, una adaptació d'acció en viu dels popular llibres de Waldo, i un 3D stop-motion pel·lícula animada basada en els dibuixos animats de The Addams Family de Charles Addams, que Tim Burton va dirigir.

## Filmografia

### Llargmetratges
- 01. Gru, el meu dolent preferit (2010)
- 02. Hop (2011)
- 03. Lorax: A la recerca de la trúfula perduda (2012)
- 04. Gru 2, el meu dolent preferit (2013)
- 05. Els Mínions (2015)
- 06. Mascotes (2016)
- 07. Sing (2016)
- 08. Gru 3, el meu dolent preferit (2017)
- 09. The Grinch (2018)
- 10. Mascotes 2 (2019)
- 11. ¡Canta 2! (2021)
- 12. Minions: L'origen de Gru (2022)
- 13. Super Mario Bros.: La pel·lícula (2022)
- 14. Migration (2023)
- 15. Gru 4, el meu dolent preferit (2024)

### Curtmetratges
- Reformes a la casa (2010)
- Dia d'Orientació (2010)
- Banana (2010)
- Brad & Gary (2011)
- La festa de ball del Phil (2012)
- Despicable Em: Minion Mayhem (2012)
- Serenade (2012)
- Wagon-Ho (2012)
- Les forces de la naturalesa (2012)
- Gosset (2013)
- Pànic a la Cambra de correu (2013)
- Les rodes d'entrenament (2013)
- Minions: The Competition (2015)
- Minions jardiners (2016)
- Norman Televisió (2016)
- Weenie (2016)
- Amor a primera vista (2017)
- El cotxe de la vida d'Eddie (2017)
- Gunter Mainaderes (2017)

## Recepció i taquilla

### Recepció crítica i pública
| Pel·lícula                                | Rotten Tomatoes | Metacritic | CinemaScore |
| ----------------------------------------- | --------------- | ---------- | ----------- |
| Despicable Me                             | 81 %            | 72/100     | A           |
| Hop                                       | 25 %            | 41/100     | A-          |
| Lorax: A la recerca de la trúfula perduda | 53 %            | 46/100     | A           |
| Despicable Me 2                           | 73 %            | 62/100     | A           |
| Minions                                   | 56 %            | 56/100     | A           |
| The Secret Life of Pets                   | 74 %            | 61/100     | TBA         |
| Sing                                      | 73 %            | 59/100     | A           |
| Despicable Me 3                           | 61 %            | 49/100     | A-          |

### Premis i nominacions
Premis Òscar
| Any  | Categoria                 | Pel·lícula      | Resultat |
| ---- | ------------------------- | --------------- | -------- |
| 2013 | Millor pel·lícula animada | Despicable Em 2 | Nominat  |
| 2013 | Millor cançó original     | Despicable Em 2 | Nominat  |

### Taquilla
| Pel·lícula                                | Any  | Mundial        |
| ----------------------------------------- | ---- | -------------- |
| Despicable Me                             | 2010 | $543,113,985   |
| Hop                                       | 2011 | $183,953,723   |
| Lorax: A la recerca de la trúfula perduda | 2012 | $348,840,316   |
| Despicable Me 2                           | 2013 | $970,761,885   |
| Minions                                   | 2015 | $1,159,398,397 |
| The Secret Life of Pets                   | 2016 | $875,457,937   |
| Sing                                      | 2016 | $632,443,719   |
| Despicable Me 3                           | 2017 | $975,465,012   |